# Magnicharters
Magnicharters (mã IATA = UJ, mã ICAO = GMT) là hãng hàng không của México, trụ sở ở Thành phố México. Hãng cung cấp dịch vụ bay thuê bao từng chuyến một theo yêu cầu của khách hàng. Căn cứ chính của hãng ở Sân bay quốc tế General Mariano Escobedo.

## Lịch sử
Magnicharters được thành lập năm 1994 và bắt đầu hoạt động từ tháng 1/1995. Hãng do Augusto Adolfo Bojorquez Maza sở hữu 25%, Gabriel Antonio Bojorquez Maza 25%, Jose David Bojorquez Maza 25% và Luis Fernando Bojorquez Maza 25%. Ngày 10.6.2008, Phòng Giao thông Vận tải Mexico (SCT) ra lệnh cho Magnicharters ngưng hoạt động, vì không bảo trì máy bay chu đáo cũng như mắc nợ nhiều và cho Hãng 1 thời hạn 90 ngày để giải quyết. Các vấn đề trên đã được giải quyết xong ngày 20.6.2008 - 10 ngày sau - và hãng được tái hoạt động bình thường. 

## Các nơi đến

### México
- Acapulco
- Cancún
- Guadalajara
- Huatulco
- Ixtapa-Zihuatanejo
- Manzanillo
- Mazatlán
- Mérida
- Thành phố México
- Monterrey
- Puerto Vallarta
- San José del Cabo
- Toluca
- Cozumel Tạm thời

### Hoa Kỳ(tạm thời)
- Dallas
- Las Vegas
- Orlando

## Đội máy bay
(Tháng 7/2016):
| Số | Máy bay        | Hành khách      |
| -- | -------------- | --------------- |
| 1  | Boeing 737-200 | 107 một hạng vé |
| 10 | Boeing 737-300 | 128 một hạng vé |
| 1  | Boeing 737-500 | 140 một hạng vé |